# Choi Hyeon-ju
Choi Hyeon-ju (kor. 최현주; ur. 6 sierpnia 1984) – południowokoreańska łuczniczka, mistrzyni olimpijska drużynowo. Startuje w konkurencji łuków klasycznych.
Największym sukcesem zawodniczki jest zdobycie złotego medalu podczas igrzysk w Londynie.